# A Perfect Circle
A Perfect Circle je americká rocková hudební skupina založená v roce 1999 kytaristou Billym Howerdelem a zpěvákem skupiny Tool, Maynardem Jamesem Keenanem. A Perfect Circle vydali tři ze svých čtyř studiových alb na počátku 21. století: debutové Mer de Noms v roce 2000; následné Thirteenth Step v roce 2003; a album radikálně přepracovaných cover verzí Emotive v roce 2004. Krátce po vydání Emotive se kapela odmlčela – Keenan se vrátil ke skupině Tool a zároveň začal sólově vystupovat pod názvem Puscifer, zatímco Howerdel vydal sólové album Keep Telling Myself It's Alright pod jménem Ashes Divide. Aktivita kapely byla v následujících letech nepravidelná – reformovala se v roce 2010 a v letech 2010–2013 příležitostně koncertovala, ale po vydání výběrového alba Three Sixty a boxsetu živých nahrávek A Perfect Circle Live: Featuring Stone and Echo koncem roku 2013 opět upadla do nečinnosti. V roce 2017 se kapela znovu sešla kvůli nahrání čtvrtého alba Eat the Elephant, které vyšlo v roce 2018. Po zbytku roku koncertovala na podporu alba a poté se opět odmlčela, až do krátkého turné v roce 2024 a vydání jednorázového singlu "Kindred".
Kvůli Keenanovým dalším hudebním závazkům má skupina často období nečinnosti, a v průběhu let se v ní vystřídalo množství hudebníků. Složení kapely se měnilo s každým albem, přičemž Keenan a Howerdel zůstávají jedinými stálými členy. Původní sestava zahrnovala Paz Lenchantin na basu, Troy Van Leeuwena na kytaru a Tima Alexandera na bicí. Alexander však odehrál jen několik koncertů a podílel se pouze na jedné skladbě debutového alba, než ho nahradil Josh Freese. Na krátkou dobu se připojili také producent a spolupracovník Danny Lohner a baskytarista Jeordie White. Aktuální sestava kapely zahrnuje kytaristu Jamese Ihu ze Smashing Pumpkins, basistu Matta McJunkinse a bubeníka Jeffa Friedla, přičemž poslední dva jsou rovněž členy spřízněných projektů Puscifer a Ashes Divide.
Navzdory častým změnám v sestavě zůstává hlavní tvůrčí proces kapely stabilní – Howerdel skládá hudbu a Keenan píše texty a vokální linky. Studiová alba kapely byla obecně přijímána pozitivně jak kritiky, tak komerčně; první tři alba prodala dohromady čtyři miliony kopií (údaj z roku 2005).

## Diskografie
- Mer De Noms (2000, Virgin, USA, platinová deska(USA))
- Thirteenth Step (2003, Virgin: USA, platinová deska(USA))
- eMOTIVe (2004, Virgin: USA, zlatá deska(USA))
- Eat the Elephant (2018)

## Členové
Stálí členové
- Maynard James Keenan: zpěv (1999–dosud)
- Billy Howerdel: kytara (1999–dosud)
- Josh Freese: bicí (1999–dosud)
- James Iha: kytara (2003–dosud)
- Matt McJunkins: baskytara (2010–dosud)

Bývalí členové
- Danny Lohner: kytara, zvukař (1999–2004)
- Paz Lenchantin: baskytara, smyčcové nástroje, zpěv, piano (1999–2002)
- Tim Alexander: bicí (1999)
- Troy Van Leeuwen: kytara(1999–2002)
- Jeordie White – baskytara (2003–2004)